# مارك أشتون (رسام)
مارك أشتون (بالإنجليزية: Mark Ashton)‏ هو موسيقي ورسام بريطاني، ولد في 23 يونيو 1949 في Bridge, Kent ‏ في المملكة المتحدة.